# ウィスコンシン州の旗
ウィスコンシン州の旗（ウィスコンシンしゅうのはた）は、アメリカ合衆国ウィスコンシン州の州旗。州の紋章が入った青い旗である。

## 歴史

### 1860年代

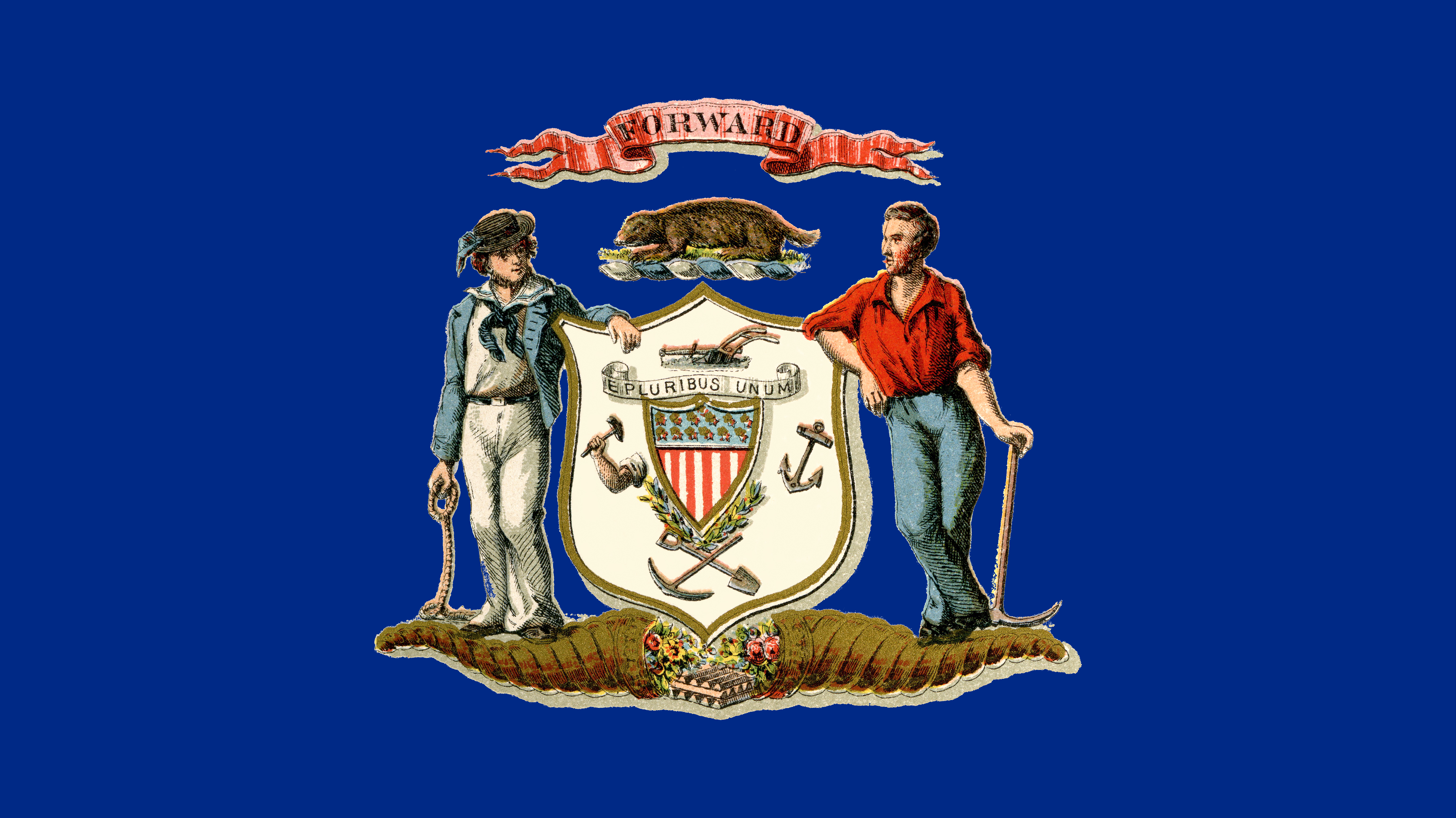
1866年から1913年までのウィスコンシン州の旗

1913年から1981年までのウィスコンシン州の旗

この旗は1866年にウィスコンシン州の連隊が戦場で使用する旗として使用したのが最初である。1913年に州の法律で州の旗のデザインが指定された。

### 1940年代
1941年、カール・R・エークルンドはウィスコンシン州知事ジュリアス・P・ハイルの要請により、南極大陸にウィスコンシン州の旗を掲げたと報告した。その地点は、南極点の約500マイル北で、前人未踏の地域に620マイル入った所である。1958年、エークルンドは別の旗を南極大陸で掲げた。その旗は州の博物館で展示するために寄贈された。

### 1950年代
1953年、ウォートマ選出の州下院議員ウィリアム・ベルターが、旗のデザインが詳細すぎて製作のコストが高くつくと批判した 。

### 1970年代
1973年に、州議会が旗に"Wisconsin"という言葉を加えようとしたが、あまりに取り散らかっているとして批判された。
1975年、州の紋章ではなく州の印璽が描かれた不正確な州の旗が売られていたので、ウィスコンシン州務長官ダグ・ラフォレットは、正しい州の旗には下部に13個の星が入った旗(banner)は描かれていないと注意した。

ウィスコンシン州の印璽(Seal of Wisconsin)。下部に13個の星が入った旗が描かれている。
ウィスコンシン州の紋章(Wisconsin Coat of Arms)。13個の星が入った旗は描かれていない。

### 1980年代
1979年、他に多くある青地の州の旗と区別しやすくするために、旗に"WISCONSIN"の文字と、合衆国への加盟が承認された年である"1848"の文字が加えられた。1981年5月1日以降に製作されるすべてのウィスコンシン州旗は、このデザインを使うことが求められた。

### 2000年代
2001年、北米旗章学協会(NAVA)は、カナダの州およびアメリカ合衆国の州・海外領土の72の旗のデザインの質のランキングを発表したが、ウィスコンシン州の旗は65位だった。NAVAは、米国の州の約半分が青い地の旗を使用していて見分けがつけづらく、また、単純な紋章と標語だけの旗は評価が低いとコメントした。NAVAの調査では「力強い、単純な、特徴的な旗」が好まれ、旗に大きく紋章が載っているだけ(seal-on-a-bedsheet)のタイプの旗は評価が低い。